# Cabernet carbon
Le  cabernet carbon est un cépage de cuve allemand de raisins noirs.

## Origine et répartition géographique
Le cépage est une obtention de Norbert Becker dans l'institut Staatliches Weinbauinstitut Freiburg à Fribourg-en-Brisgau. L'origine génétique est vérifiée et c'est un croisement des cépages cabernet-sauvignon × (Merzling × (Zarya severa × Saint Laurent)) réalisé en 1983. Le cépage est autorisé dans de nombreux Länder en Allemagne.
Le merzling est une hybride avec des parentages de Vitis vinifera, Vitis rupestris et Vitis aestivalis.

## Caractères ampélographiques
- Feuilles adultes, 3 à 5 lobes, vert foncé, sinus latéraux à fonds concaves, un sinus pétiolaire en lyre fermé ou à bords superposés

## Aptitudes culturales
La maturité est de première époque tardive: 6 - 8 jours après le chasselas.

## Potentiel technologique
Le cépage est très résistent au mildiou et à l'oïdium et assez résistant à la pourriture grise. Le cépage donne des vins corsé et bien coloré même dans des vignobles septentrionaux.

## Synonymes
Le  cabernet carbon est connu sous le nom de FR 377-83 r